# ТЕС Хайфа
32°48′39″ пн. ш. 35°1′15″ сх. д. / 32.81083° пн. ш. 35.02083° сх. д.
ТЕС Хайфа – теплова електростанція на півночі Ізраїлю, у портово-промисловій зоні Хайфи. На початку 2010-х доповнена енергоблоками, котрі використовують технологію комбінованого парогазового циклу.
На момент введення в експлуатацію у 1935 році, ТЕС Хайфа з показником 30 МВт стала найпотужнішою електростанцією у Палестині. Вже після здобуття Ізраїлем незалежності вона була доповнена ще одним блоком такої ж потужность (разом ці об’єкти відомі як «станція А»). У 1962 – 1963 роках стала до ладу друга черга («станція В») із двох конденсаційних енергоблоків з паровими турбінами потужністю по 125 МВт. А в 1967-му відкрили «станцію С» у складі двох блоків по 282 МВт. Всі вони були розраховані на спалювання нафти.
Станом на початок 2010-х в експлуатації знаходились лише енергоблоки черги С (крім того, були в наявності дві газові турбіни загальною потужністю 80 МВт, котрі працювали у відкритому циклі та призначались для покриття пікових навантажень у енергосистемі). В 2011-му до Хайфи через Північний газопровід подали природний газ, що дало змогу перевести наявні конденсаційні блоки на більш екологічне паливо. Втім, наприкінці того ж десятиліття їх вивели з експлуатації.
Ще на початку 2000-х в межах модернізації ТЕС замовили обладнання, необхідне для створення сучасних парогазових блоків. Через затримки у поступі проекту певний час велись перемовини щодо продажу вже виготовлених турбін до Туреччини, проте в 2006-му їх перервали з розрахунку на швидке відновлення робіт на майданчику у Хайфі. Втім, ввести першу газову турбіну вдалось лише у 2010-му, а повноцінна робота двох нових блоків почалась у 2011-му. Кожен з них має потужність по 374 МВт та складається із однієї газової турбіни, котра через котел-утилізатор живить одну парову турбіну.  
Для охолодження станція використовує морську воду.